# Перхач Сергій Сергійович
 Сергій Сергійович Перхач — старший солдат Збройних Сил України, учасник російсько-української війни, що загинув у ході російського вторгнення в Україну в 2022 році.

## Життєпис
Сергій Перхач народився і проживав у м. Львів. Брав участь у бойових дій в АТО на сході України. Військову службу проходив у складі 80-тої окремої десантно-штурмової бригади.
Маючи статус громадянина України, який до досягнення ним повноліття мав статус дитини-сироти або дитини, позбавленої батьківського піклування та будучи військовослужбовцем Сергію Перхачу Львівська міська рада разом з іншими 9 учасниками бойових дій придбала квартири у будинку на вул. Під Голоском. У двокімнатній квартирі він проживав з квітня 2019 року разом з дружиною та дитиною.
Загинув 5 квітня 2022 року на Херсонщин у боях з агресором в ході відбиття російського вторгнення в Україну.
Чин прощання із загиблим воїном проходив 9 квітня 2022 року в Гарнізонному храмі святих апостолів Петра і Павла у Львові разом із співслуживцем із Ярославом Кмітем.

## Нагороди
- орден За мужність III ступеня (2022, посмертно) — за особисту мужність і самовіддані дії, виявлені у захисті державного суверенітету та територіальної цілісності України, вірність військовій присязі [7].